# Timothy Pickering
Timothy Pickering (17. července 1745 Salem, Massachusetts – 29. ledna 1829 tamtéž) byl americký politik ze státu Massachusetts a federalista, který v administrativách George Washingtona a Johna Adamse zastával post ministra zahraničních věcí. Ve své politické kariéře však zastával řadu dalších funkcí.
Studoval na Harvard University a poté působil jako úředník v okrese Essex County. Zúčastnil se americké války za nezávislost, ze které odešel v hodnosti plukovníka. Prezidentem Washingtonem byl jmenován zmocněncem pro jednání s indiánským kmenem Irokézů, se kterým v roce 1794 dojednal dohodu z Canandaigui. V roce 1791 se stal členem vlády, kde až do roku 1795 zastával post generálního poštmistra. Během roku 1795 zastával pozici ministra války a téhož roku byl jmenován ministrem zahraničních věcí a v této funkci působil až do roku 1800, kdy z vlády odešel v důsledku sporů s prezidentem Adamsem, týkajících se mírového řešení americko-francouzského konfliktu. Po odchodu z vlády byl v roce 1803 zvolen do federálního senátu za stát Massachusetts a post senátora zastával až do roku 1811. Následně byl v letech 1813 až 1817 členem Sněmovny reprezentantů.